# Arbelos
Arbelos je v geometriji ravninsko področje, ki ga omejujejo polkrogi s premerom 1 in v dotiku dveh polkrogov s premerom r in (1 – r). Vsi polkrogi pa ležijo na skupni premici (glej sliko).
Ime ima izvor v grški besedi starogrško άρβυλος, kar pomeni čevljarski nož. Po obliki spominja na rezilo noža, ki so ga uporabljali starodavni čevljarji.

## Značilnosti
Če ima krožnica premer HA (glej sliko), potem je ploščina arbelosa enaka ploščini te krožnice. 